# Augusto Mussini
Augusto Mussini, né le 9 janvier 1870 à Reggio d'Émilie et mort le 1er novembre 1918 à Rome, est un peintre et frère italien.

## Biographie

### Formation artistique
Né à Reggio d'Émilie, Augusto Mussini étudie à la Regia Scuola di disegno per operai, auprès de Gaetano Chierici et de Cirillo Manicardi, et obtient son diplôme en 1888. En 1890, il co-fonde l'association Cooperativa pittori di Reggio Emilia, dont il devient plus tard le directeur artistique. En 1892, il s'installe à Rome, où il étudie à l'Académie de France et fréquente la Scuola Libera del Nudo de l'Académie des Beaux Arts de Rom. En 1893, grâce à une bourse d'études, il s'installe à Florence où il s'inscrit à l'Académie des beaux-arts de Florence.
À partir de 1896, il commence à exposer ses œuvres dans d'importantes expositions, dont la Biennale de Venise, et travaille pour d'importants mécènes, dont la famille Médicis. En 1903, il commence à collaborer avec la revue Leonardo, sous le pseudonyme d'Auguste.

### Fuite et vocation religieuse
Le 26 octobre 1903, Augusto Mussini disparaît de Florence, échappant à un duel avec son meilleur ami, le peintre Giovanni Costetti, devenu son rival à cause d'une femme, la peintre Béatrice Ancillotti. Sur le chemin de l'Autriche, et après avoir envisagé le suicide, il obtient l'hospitalité dans un monastère capucin à Gorizia. Il s'installe ensuite dans un monastère franciscain à Trieste, puis dans le monastère franciscain d'Ascoli Piceno. Là, après un an d'isolement et de pratiques contemplatives, en janvier 1905, il devient frère, prenant le nom de Fra Paolo (Frère Paul). Après les vœux, il reprend ses activités artistiques, décorant diverses églises des Marches, dont l'église San Serafino da Montegranaro où il réalise une grande fresque murale illustrant la vie de Séraphin de Montegranaro.